# Mykwa w Łodzi (ul. Gdańska 43)
Mykwa w Łodzi – budynek mykwy znajdujący się w Łodzi przy ulicy Gdańskiej 43.
Mykwa została zbudowana na początku lat 20. XX wieku z inicjatywy chasydów z Góry Kalwarii. Podczas jej uroczystego otwarcia została osobiście pobłogosławiona przez cadyka Abrahama Mordechaja Altera. Wyróżniała się wysokimi standardami higieny i obsługi, jej baseny wyłożono glazurą. Była własnością Agudat Ortodoksim – organizacji związanej z partią Agudat Israel. Obecnie budynek mykwy jest użytkowany przez Uniwersytet Łódzki.